# Бирюлинское сельское поселение (Татарстан)
Бирюлинское се́льское поселе́ние — муниципальное образование в Высокогорском районе Татарстана Российской Федерации.
Административный центр — посёлок Бирюлинского зверосовхоза.

## История
Статус и границы сельского поселения установлены Законом Республики Татарстан от 31 января 2005 года № 20-ЗРТ «Об установлении границ территорий и статусе муниципального образования "Высокогорский муниципальный район" и муниципальных образований в его составе».

## Население
| 2010  | 2011  | 2012  | 2013  | 2014  | 2015  | 2016  |
| ----- | ----- | ----- | ----- | ----- | ----- | ----- |
| 2687  | ↗2690 | ↘2683 | ↘2661 | ↗2976 | ↗3015 | ↗3045 |
| 2017  | 2018  |       |       |       |       |       |
| ↗3061 | ↗3071 |       |       |       |       |       |

Примечание: до 2014 года население с. Сосновка учитывалось отдельно в составе Сосновского сельского поселения

## Состав сельского поселения
| № | Населённый пункт          | Тип населённого пункта            | Население |
| - | ------------------------- | --------------------------------- | --------- |
| 1 | Бимери                    | село                              | 348       |
| 2 | Бирюли                    | посёлок железнодорожного разъезда | 98        |
| 3 | Бирюлинского зверосовхоза | посёлок, административный центр   | 2241      |
| 4 | Керосиново                | деревня                           | 1         |
| 5 | Кирилловка                | деревня                           | 18        |
| 6 | Сосновка                  | село                              | 251       |

Население указано по итогам переписи 2010 г.